# Hotel Lux (Film)
Hotel Lux ist eine deutsche Tragikomödie aus dem Jahr 2011 von  Leander Haußmann, der auch das Drehbuch zum Film schrieb. In den Hauptrollen sind Michael Herbig, Jürgen Vogel und Thekla Reuten zu sehen. Der Filmtitel bezieht sich auf das gleichnamige Hotel in Moskau, in dem in den 1930er Jahren politische Emigranten einquartiert wurden.

## Handlung
Anfang 1933 arbeiten Hans Zeisig und Siegfried (Siggi) Meyer in einem Berliner Varieté als Imitatoren von Adolf Hitler und Josef Stalin. Während Siggi Kommunist ist, hält sich Zeisig eher an Tingeltangel und sieht die Machtergreifung nur als eine vorübergehende Episode. Sein Traum ist Hollywood.
Nach dem Reichstagsbrand, der zur „Verordnung des Reichspräsidenten zum Schutz von Volk und Staat“ führt und als Vorwand zur Kommunistenhatz dient, ist Siggi gezwungen zu fliehen. Vorher lernte Zeisig die niederländische Kommunistin Frida van Oorten kennen, die aus gutem Hause stammt und als überzeugte Kommunistin Siggi mitnimmt. Nach den Novemberpogromen 1938 verliert der Komiker Hans Zeisig seinen Chef Goldberg (Künstlername: Valetti). Er erfährt auch, dass sein Freund Siggi im KZ Oranienburg gelandet ist. In einem Akt der Verzweiflung verkleidet sich Zeisig als Hitler und tritt zum letzten Mal auf die Bühne; dann muss auch er fliehen. In der Kürze der Zeit bekommt er keinen Pass für die USA, sondern nur einen, der eigentlich für Jan Hansen, Hitlers ehemaligen Leib-Astrologen im Dritten Reich, vorgesehen war.
Wo Zeisig hineingeraten ist, erkennt er erst nach seiner Ankunft in Moskau im Hotel Lux. Die erste Ernüchterung kommt durch die kafkaeske Erkenntnis, dass er für alles einen „Propusk“ (Passierschein) benötigt. Ebenso machen ihm die vielen Ratten klar, dass dies kein Grand Hotel ist. Nikolai Iwanowitsch Jeschow hält ihn für die Person, für die der Pass ursprünglich ausgestellt wurde. Zeisig trifft wieder auf die niederländische Untergrundkämpferin Frida, die ihn als seine Dolmetscherin schützt.
In dem Hotel wohnen Dissidenten und vor allem deutsche Exil-Kommunisten, die meist für die Kommunistische Internationale arbeiten. Einige von ihnen werden später große Bekanntheit erreichen, sind aber zu diesem Zeitpunkt noch recht unbekannt. Ihm stellen sich unter anderem Wilhelm Pieck, Walter Ulbricht und Kurt Funk alias Herbert Wehner vor. Schnell begreift Zeisig, dass Trotzkisten oder auch solche, die nur Kontakt zu anderen in Ungnade gefallenen Kommunisten wie Nikolai Iwanowitsch Bucharin hatten, gefährlich leben. Meist wird nachts an die Tür geklopft, um die unliebsamen Gäste abzuholen. Zeisig hat das Glück, auf dem Flügel für Funktionäre zu wohnen, und wird auf die Datscha von Josef Stalin gefahren. Dieser will ihn befragen, ob er mit Adolf Hitler verhandeln solle. Der Schauspieler Zeisig hinterlässt einen guten Eindruck und erhält dafür den Druschba-Orden (Orden der Freundschaft).
Als der tatsächliche Astrologe Hansen auftaucht, entscheiden sich Jeschow und Wassili Wassiljewitsch Ulrich dafür, lieber den Stalin bekannten Mann zu decken, als einen Fehler zuzugeben. Zeisig beginnt, mit den Utensilien des echten Hansen ein überzeugendes Bild abzugeben. Er lernt auch die russische Sprache. Gerade als er Frida besser kennenlernt, trifft auch sein alter Freund und Kollege Siggi ein. Dieser und Frida sind genauso überzeugte Kommunisten wie alle anderen Gäste des Hotels. Jedoch sind im Rahmen der „großen Säuberung“ auch die drei gefährdet. Der Wechsel im NKWD durch Lawrenti Beria rettet kurzfristig Frida und Zeisig.
Als Stalin vor dem deutsch-sowjetischen Nichtangriffspakt mit Geleit persönlich ins Hotel zu Besuch zu Zeisig kommt, ist dieser erneut in Gefahr. Stalin wusste schon längst, dass er nur ein Hochstapler ist, ließ ihn aber gewähren, weil er seine Ratschläge nützlich fand. Als Stalin ihm droht, ihn erschießen zu lassen (vor Zeisigs Zimmer standen bereits die Wachen bereit) überwältigen Siggi und Zeisig Stalin und verkleiden sich als Stalin und Hitler. Sie befreien Frida aus der Lubjanka, und vor den Augen von Joachim von Ribbentrop und Wjatscheslaw Michailowitsch Molotow können sie mit einem Flugzeug entkommen. Ihr Ziel ist Hollywood.

## Hintergrund
- Der Film wird im Abspann Ezard Haußmann gewidmet, dem Vater von Regisseur Leander Haußmann. Ezard Haußmann starb während der Dreharbeiten.

### Veröffentlichung
Die Premiere war am 25. Oktober 2011 in der Lichtburg in Essen, Kinostart in Deutschland am 27. Oktober 2011. Bis Ende November 2011 erreichte Hotel Lux in Deutschland etwa 150.000 Kinobesucher. Der Film wurde am 29. Oktober 2011 in Rom auf dem Filmfestival Festival Internazionale del Film di Roma im Rahmen des Wettbewerbs aufgeführt. Der WDR sendete am 4. November 2011 unter dem Titel Bully Spezial – Hotel Lux eine 45-minütige Dokumentation zum Film. Der Film lief auf arte am 19. August im Abendprogramm, mit Nacht-Wiederholung am 11. September 2013, sowie am 31. Januar 2015 im WDR.

### Produktion
Eine erste Idee hatte Helmut Dietl bereits Mitte der Neunziger. Um 2006 gab Produzent Günter Rohrbach ein Exposé für den Film in Auftrag, welches der hinzugekommene Regisseur Leander Haußmann ablehnte. Das von Haußmann selbst geschriebene Drehbuch lehnte der hinzugekommene Hauptdarsteller Michael Herbig vorerst ab, bis man sich schließlich auf ein Drehbuch einigen konnte.
Die Dreharbeiten begannen am 12. Oktober 2010 und endeten am 16. Dezember 2010. Gedreht wurde in Berlin und an verschiedenen Orten in Nordrhein-Westfalen.

### Jan Hansen
Auf der Website des Films werden vier Personen genannt, die in der Zeit bekannt waren und als Inspiration für die fiktive Figur des Jan Hansen dienen könnten:
- Wolf Messing musste 1939 als jüdischer Kommunist nach Russland fliehen und lernte dort Stalin kennen.
- Karl Ernst Krafft sagte den Hitler-Anschlag von Georg Elser voraus, fiel aber nach dem Flug von Rudolf Heß in Ungnade und verstarb im KZ.
- Wilhelm Theodor Wulff arbeitete als Astrologe bei Heinrich Himmler.
- Erik Jan Hanussen agierte als Sympathisant der Nationalsozialisten, sagte den Brand des Reichstagsgebäudes 1933 voraus und wurde im selben Jahr erschossen.

## Kritiken
„Die erste Viertelstunde von ‚Hotel Lux‘ ist ein grandioses Schmierenkomödianten-Doppel, das ironisch die unterschiedlichen und doch immer ziemlich ähnlichen Verballhornungen Hitlers mitreflektiert. […] Bei Haußmann bleiben die historischen Figuren linke Pappkameraden, das legendäre ‚Hotel Lux‘ kommt als eine Art Geisterbahn des realen Sozialismus daher. Aber als Parabel über das Zusammenspiel von Verkleidung und Politik, von Maske und Ideologie entwickelt das Diktatoren-Ballett eine beachtliche Dynamik.“

„‚Hotel Lux‘ starrt im entscheidenden Augenblick immer ein paar Sekunden zu lange aufs Drama, was das für die gute Komödie entscheidende Timing immer wieder zerstört. Da klingt der Satz: ‚Wenn der Film die Menschen dazu bringt, sich über die Zeit zu informieren, haben wir viel erreicht‘ wie ein ödes Alibi.“

„Witze zu reißen – und seien sie noch so subtil – über historische Gräueltaten, über Mord und Folter, das wird viele Zuschauer eher abschrecken. Und doch: Haußmann und sein Team haben es verstanden, aus dem an historischen Fakten angelegten fiktiven Stoff eine absurde Komödie zu machen. […] Und tatsächlich: Der Film funktioniert auf beiden Ebenen. Irrwitzige Szenen wechseln sich mit Sequenzen ab, bei denen dem Zuschauer das Lachen im Halse stecken bleiben dürfte. […] Dass dabei nicht alle Gags gleichermaßen funktionieren, versteht sich von selbst. Doch unterm Strich hat Leander Haußmann mit ‚Hotel Lux‘ an seine stärksten Filmarbeiten anknüpfen können – wohl auch, weil er ein Stück eigene Biografie im Film verarbeitet hat.“

„Wo Michael Bully Herbig sich als Zeisig schon fast würdevoll durch die Szenerie bewegt, reiht Haußmann nun in gewohnter Weise Nummern à la Revue aneinander. […] Das alles ist sicher Geschmackssache. Interessant ist indes eine Verwechslungsfarce: Aufgrund seines falschen Passes wird Hans Zeisig irrtümlich für Hitlers Astrologen gehalten, der heimlich Stalin beraten soll. Wie sich der unglückliche Held da windet, was für eine Spirale an Täuschungen seine Lüge auslöst, das ist fesselnd. Ja, für Haußmann-Verhältnisse ist es schon fast raffiniert! […] Was hätte Ernst Lubitsch daraus gemacht! Oder Mel Brooks! Offenbar gehört Haußmann zu unserer historischen Strafe.“

„Fast scheint es, als wollte Regisseur Leander Haußmann mit ‚Hotel Lux‘ ein eigenes Genre erfinden: Man lacht über Hitler, man lacht über Stalin – und weiß dabei die meiste Zeit nicht, ob das in Ordnung ist. […] So beginnt ‚Hotel Lux‘ mit einigen witzigen Tanzszenen und Gags und der Zuschauer fühlt sich sogleich ganz in einen typischen Bully-Film hineinversetzt. Doch der erste Eindruck täuscht; schon holt der Ernst der Situation den Kinozuschauer ein, Siggi muss untertauchen, auch für Hans wird es brenzlig. […] Leander Haußmanns Film spielt in einer Epoche, in der für Komödien eigentlich kein Platz ist. Zwischen Witzen und absurden Begebenheiten werden Menschen deportiert oder einfach erschossen. Der Zuschauer wird in eine Zwickmühle gebracht, in der er oft nicht weiß, ob es in Ordnung ist, zu lachen. Haußmann hat keine einfache Komödie geschaffen, vielmehr versucht er, den schwierigen Spagat zwischen tragischen Geschehnissen und dem Genre Komödie zu meistern. Zwischen humorvollen und lockeren Passagen ist immer wieder die Bedrohung spürbar. […] Dieser Wechsel zwischen Ernst und Spaß und die Unmöglichkeit, den Film einem bestimmten Genre zuzuordnen, machen seinen Reiz aus, sind aber gleichzeitig sehr ungewohnt.“

„Das Genre Komödie nutzte […] (Leander Haußmann) wie ein ‚trojanisches Pferd‘, um das Publikum für die dramatischen historischen Vorgänge in der Sowjetunion zu interessieren, über die nicht zwingend Vorkenntnisse vorausgesetzt werden können. […] Leander Haußmann lässt keinen Gag aus. Als Komödie funktioniert sein Film prächtig. Fast zu gut […]. Doch eines ist der Film ganz sicher: Großes Kino.“

„Der Film […] sucht diese Atmosphäre der allgegenwärtigen Paranoia, um den Hotelaufenthalt einmal im Detail zu betrachten. Modellgast ist der demonstrativ unpolitische Zeisig […] Schön lakonisch schnappt sich der Film nun alles, was dieses Milieu zu bieten hat – und übertreibt nur die Nuancen. […] Denunziationen werden erzwungen, Mütter vor ihren Kindern verhaftet. Diese Abgründe tun sich aber so beiläufig auf, dass der Zuschauer noch kichert, während er neuen Schrecken herannahen sieht. […] Soviel zum Geschichtsunterricht, der nebenbei natürlich auch stattfindet. Man muss sich wegen und trotz all der flottierenden Einfälle in ‚Hotel Lux‘ kein einziges Mal ärgern. Sie zünden selten in lautem Gelächter, aber sie amüsieren immer. Das kann man von einer deutschen Komödie nicht sehr oft sagen.“

„Solide produziert und visuell recht eindrücklich, krankt der Film an seiner konfusen Handlung, vor allem aber daran, dass er den bitteren Ernst der historischen Realität und dessen komödiantische Überspitzung nicht auszubalancieren versteht. So werden Komisches und Spannendes kopflos aneinander gefügt und neutralisieren sich gegenseitig.“

## Auszeichnungen
Hotel Lux gewann einen Produzentenpreis beim Bayerischen Filmpreis 2011. Die Deutsche Film- und Medienbewertung verlieh dem Film das Prädikat „besonders wertvoll“. 2012 folgten drei Nominierungen für den Deutschen Filmpreis (Szenenbild – Uli Hanisch, Kostümbild – Ute Paffendorf, Maskenbild – Kitty Kratschke, Katharina Nädelin und Georg Korpás).